# Morton National Park
Morton National Park är en park i Australien. Den ligger i delstaten New South Wales, i den sydöstra delen av landet, omkring 180 kilometer sydväst om delstatshuvudstaden Sydney.
Runt Morton National Park är det glesbefolkat, med 18 invånare per kvadratkilometer.. Det finns inga samhällen i närheten. 
I omgivningarna runt Morton National Park växer i huvudsak städsegrön lövskog. Genomsnittlig årsnederbörd är 1 370 millimeter. Den regnigaste månaden är mars, med i genomsnitt 203 mm nederbörd, och den torraste är juli, med 40 mm nederbörd.